# Blåmurarbi
Blåmurarbi (Osmia caerulescens) är ett solitärt bi i familjen buksamlarbin.

## Utseende
Honan har metalliskt mörkblåskimrande kropp med tunn, vitaktig behåring, som dock är något längre på sidorna. Bukens hårborste, som hon använder för att samla pollen, är emellertid svart. På tergiternas bakkanter finns en svag antydan till hårband, kraftigare hos hanen. Clypeus (munskölden) har speciella hår som används för att skrapa pollen från vissa växters ståndare.
Hanens kropp har en grönaktig metallglans. Ovansidan har tämligen gles, gulgrå behåring, medan behåringen är vitaktig på undersidan. Hanens ögon går i blått eller grönt. Kroppslängden är mellan 8 och 10 mm för honan, 7 till 8 mm för hanen.

## Ekologi
Blåmurarbiet förekommer i gräsmarker, skogar, skogsbryn och gläntor, buskageterräng av macchiatyp, fruktodlingar, trädgårdar och parker. I många områden har arten två generationer per år: Den första flyger från april/maj till slutet av juli, den andra från augusti. I områden där arten inte har mer än en generation, som i norra delen av utbredningsområdet, varar i regel flygtiden från april till augusti för honorna, medan hanarna, som kommer fram några veckor före honorna, i regel slutar flyga redan i juni.
Arten är polylektisk, den är inte särskilt specialiserad vad gäller värdväxter, utan besöker blommor ur bland andra familjerna korgblommiga växter, korsblommiga växter, ärtväxter, kransblommiga växter, strävbladiga växter och grobladsväxter. I Nordamerika, där flygtiden varar från mars till juli, flyger den dessutom till hortensiaväxter.

### Fortplantning
Larvbona byggs i ihåliga växtstänglar, befintliga håligheter i murket trä, klipp- och lerväggar, i gamla insektsbon och -gångar, i bihotell (ihåliga rör som används av odlare för att locka till sig pollinerande bin). Det förekommer också att honan återanvänder gamla, städade bon. Väggarna mellan larvcellerna och förslutningsproppen i mynningen tillverkas av söndertuggade blad. Cellerna fylls med en tämligen lös blandning av pollen och nektar. Larven förpuppas före övervintringen, och tillbringar denna som fullbildad insekt i puppkokongen.

## Utbredning
Blåmurarbiet förekommer i större delen av Europa och angränsande världsdelar från Finland, Sverige och Baltikum i norr till Medelhavet och Nordafrika i söder, samt från England och Wales i väster till Grekland och norra Asien i öster. Den finns också i avgränsade populationer i Indien och Nordamerika (från Minnesota till Nova Scotia, söderut till Illinois och North Carolina). 
Arten finns i Sverige från Skåne till Värmland och Dalarna samt längs den norrländska kusten till Ångermanland. I Sverige betecknas den som livskraftig ("LC").
Arten förekommer inte i Finland.